# 韦斯·斯特里廷
（1983年1月21日—），是一位英格蘭政治人物，他的黨籍是工黨。自2015年開始，他擔任北伊爾福德選區選出的英國下議院議員。